# 红珊瑚 (电影)
红珊瑚，出品于1961年的中国电影。该片根据同名歌剧改编摄制，表述1955年解放军解放某海岛（大陈岛）前夕，受压迫的渔民奋起反抗恶霸，迎接解放军的故事 。电影主题歌《珊瑚颂》已经成为20世纪中国经典歌曲。虽然故事发生在浙江，但片中歌曲均为河南风格。